# Berceuse (Alfven)
Hugo Alfvén schreef zijn Berceuse (Dofte, dofte vir sirén) in 1940. Hij gebruikte een tekst van Emil Kléen, dat leidde tot een wiegelied met een aanroep tot de Maan ('nytänd måne, strö ditt sken', Nieuwe Maan, verspreid je licht). Het lied is alleen bruikbaar bij Pinksteren (i pingsten tider), dat in de slotzin wordt gebruikt. Alfvén schreef het voor tenor en a capella mannenkoor, waarschijnlijk met het Orphei Drängarkoor in het achterhoofd (hij was daar dirigent). 

## Discografie
- Uitgave BIS Records: Orphei Drängar onder leiding van Robert Sund in 1993